# Równina Iławska
Równina Iławska (314.93) – mezoregion fizycznogeograficzny w północnej Polsce, położony południowo-wschodniej części Pojezierza Iławskiego, w okolicach Iławy, na styku województwa warmińsko-mazurskiego i pomorskiego. Obejmuje cenny przyrodniczo obszar z dobrze wykształconym systemem jezior rynnowych i z najdłuższym jeziorem w Polsce – Jeziorakiem (długość 27,5 km). 
Równina Iławska została wyodrębniona z makroregionu Pojezierza Iławskiego jako mezoregion z indeksem 314.93 w ramach wieloautorskiej regionalizacji fizycznogeograficznej Polski opublikowanej w 2018 roku.

## Środowisko przyrodnicze
Region zajmuje powierzchnię 544 km². Graniczy z Pojezierzem Dzierzgońsko-Morąskim, Pojezierzem Łasińskim, Pojezierzem Brodnickim, Doliną Drwęcy oraz Równiną Olsztynka. Krajobraz równinno-pojezierny. Budują go rozległe i płaskie, piaszczysto-żwirowe równiny sandrowe porozcinane rynnami polodowcowymi, w których usadowiły się jeziora. Rzeźba terenu bywa niekiedy urozmaicona płatami falistych wysoczyzn morenowych, z których największa osiąga wyniosłość 134 m n.p.m.
Wskaźnik jeziorności jest tu jednym z najwyższych wśród polskich mezoregionów. Poza Jeziorakiem (powierzchnia 31,5 km²), największe jeziora to: Jezioro Płaskie (6,3 km²), Gil Wielki (5,4 km²), Łabędź (3,1 km²), Jezioro Bądzkie (1,4 km²). Głównymi ciekami regionu są Osa i Iławka. Ziemie są zazwyczaj mało urodzajne, przeważają wykształcone na piaskach gleby płowe, choć występują też gleby brunatne użytkowane rolniczo. W pokryciu terenu dominują lasy. Przyroda jest chroniona w formie Parku Krajobrazowego Pojezierza Iławskiego i w rezerwatach: Iłgi, Czerwica, Gaudy, Jasne. Największym ośrodkiem osadniczym jest miasto Iława.

## Różnice w podziałach geograficznych
W powszechnie używanej przed 2018 rokiem regionalizacji fizycznogeograficznej Polski według Jerzego Kondrackiego, makroregion Pojezierza Iławskiego nie został podzielony na mezoregiony. W 2011 roku geograf Rafał Kot (Uniwersytet Mikołaja Kopernika w Toruniu) w obrębie Pojezierza Iławskiego wyróżnił trzy mezoregiony – Równinę Iławską z bardziej monotonną, równinną rzeźbą terenu i większym udziałem piasków w strukturze podłoża, a także z większą lesistością; oraz przedzielone doliną Liwy Pojezierze Dzierzgońsko-Morąskie i Pojezierze Łasińskie, gdzie dominują pola uprawne i przeważa rzeźba wysoczyznowa założona na utworach gliniastych. Podział tego badacza przyjęto w wieloautorskiej regionalizacji fizycznogeograficznej Polski z 2018 roku.